# Піч (округ, Джорджія)
Шаблон:StateAbbr_ 32°34′ пн. ш. 83°50′ зх. д. / 32.56° пн. ш. 83.83° зх. д.
Округ Піч (англ. Peach County) — округ (графство) у штаті Джорджія, США. Ідентифікатор округу 13225.

## Історія
Округ утворений 1924 року.

## Демографія
За даними перепису
2000 року
загальне населення округу становило 23668 осіб, зокрема міського населення було 15120, а сільського — 8548.
Серед мешканців округу чоловіків було 11444, а жінок — 12224. В окрузі було 8436 домогосподарств, 6002 родин, які мешкали в 9093 будинках.
Середній розмір родини становив 3,14.
Віковий розподіл населення поданий у таблиці:
| Стать    | До 15 років | 15-21 | 22-29 | 30-39 | 40-49 | 50-65 | 65-85 | Понад 85 |
| -------- | ----------- | ----- | ----- | ----- | ----- | ----- | ----- | -------- |
| Чоловіки | 2585        | 1675  | 1425  | 1565  | 1600  | 1670  | 870   | 54       |
| Жінки    | 2489        | 1667  | 1432  | 1677  | 1697  | 1855  | 1241  | 166      |

## Суміжні округи
- Бібб — північ
- Х'юстон — схід
- Мейкон — південний захід
- Тейлор — захід
- Кроуфорд — північний захід

## Виноски
1. ↑  U.S. Decennial Census. United States Census Bureau. Архів оригіналу за 26 квітня 2015. Процитовано 25 червня 2014.
2. ↑  Historical Census Browser. University of Virginia Library. Архів оригіналу за 11 серпня 2012. Процитовано 25 червня 2014.
3. ↑  Population of Counties by Decennial Census: 1900 to 1990. United States Census Bureau. Процитовано 25 червня 2014.
4. ↑  Census 2000 PHC-T-4. Ranking Tables for Counties: 1990 and 2000 (PDF). United States Census Bureau. Процитовано 25 червня 2014.
5. ↑  State & County QuickFacts. United States Census Bureau. Архів оригіналу за 15 червня 2011. Процитовано 18 лютого 2014.(англ.) Наведено за англійською вікіпедією.
6. ↑  American FactFinder. Бюро перепису населення США. Архів оригіналу за 26 лютого 2012. Процитовано 31 січня 2008.

| США | Це незавершена стаття з географії США. Ви можете допомогти проєкту, виправивши або дописавши її. |